# Jules Cadenat

a Compétitions nationales et continentales officielles uniquement.

b Matchs officiels uniquement.

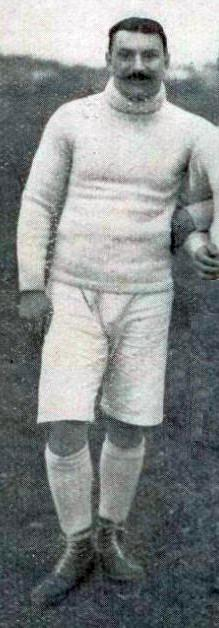
Jules Cadenat au SCUF le 29 octobre 1911.

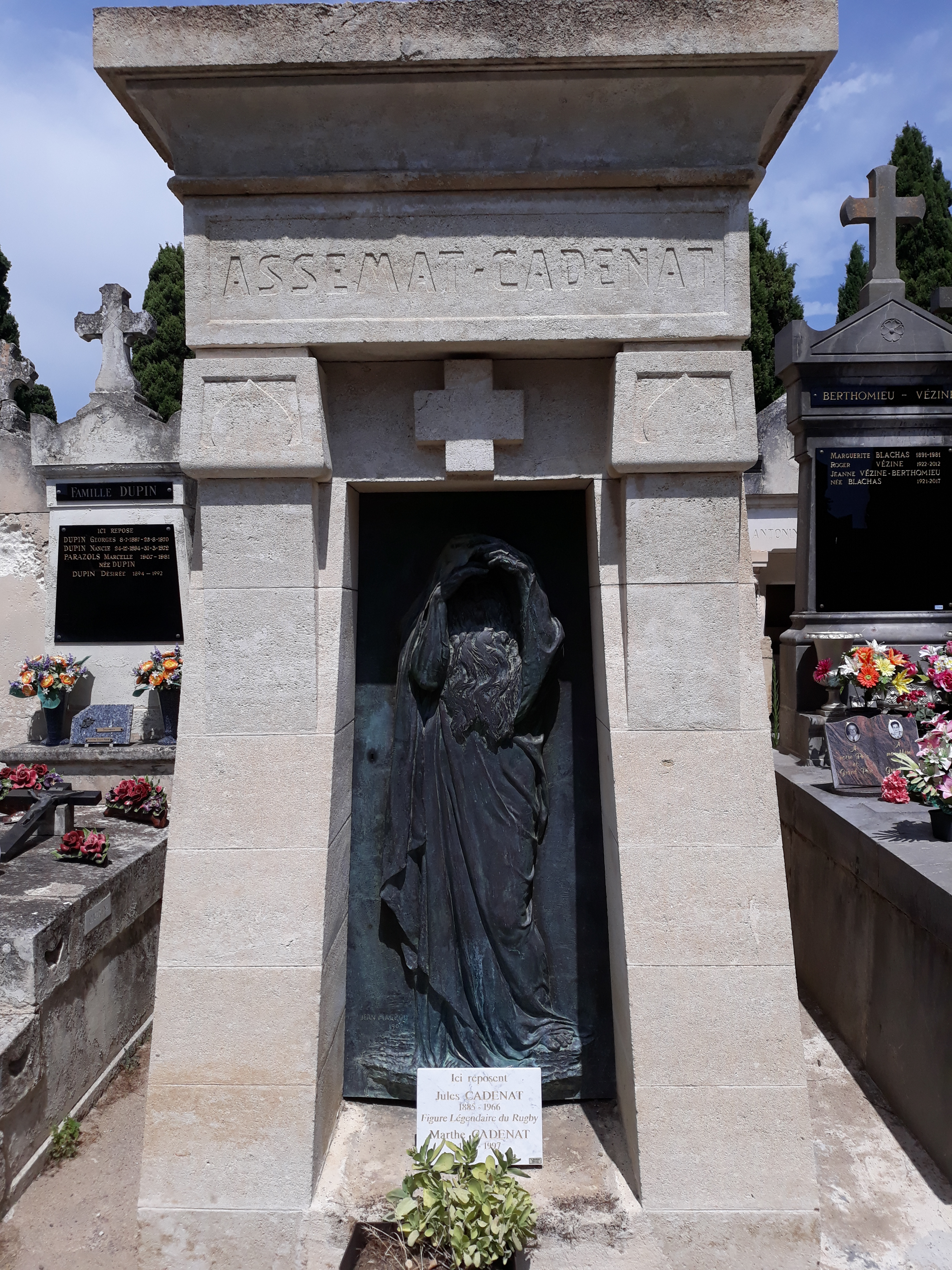
Vue de la sépulture au Cimetière vieux de Béziers

Jules Cadenat (dit Julard), né le 18 septembre 1885 à Béziers et mort dans la même ville le 7 décembre 1966, est un joueur de rugby à XV, troisième ligne centre, deuxième ligne ou même pilier du Sporting Club Universitaire de France, où il est licencié durant douze saisons, et de l'équipe de France de 1910 à 1913.

## Biographie
Jules Cadenat naît à 22 heures le 18 septembre 1885 à Béziers au domicile de ses parents situé au no 5 avenue de Strasbourg. Il est le fils de Jean Cadenat (natif de Sainte-Geneviève dans l'Aveyron), typographe et de Marie Assémat, sans profession.
Jules Cadenat se marie à Béziers le 21 mai 1924 avec Marthe L'Hospitalier (1899-1997), sans profession,.
Il suit une scolarité au collège Henri-IV de Béziers puis au lycée Louis-le-Grand à Paris et enfin à la faculté de droit de Paris.
Au cours de la Première guerre mondiale Jules Cadenat sert en tant que sergent dans le train.

### Joueur
Il est le premier international (no 61) à dépasser les cent kilos (103 kg pour 1,81 m).
Il fonde avec Louis Viennet l'AS Béziers. Il est l'héritier d'un riche propriétaire terrien local, doté d'un caractère truculent. Il se présente : « Jules comme César et Cadenat comme serrure ». Orphelin de père très jeune, il fut élevé par sa mère, sa grand-mère et sa tante. N'ayant d'yeux que pour lui, elles décidèrent, lorsqu'il fut en âge de conduire, de lui offrir une automobile qui termina rapidement sa carrière dans un fossé un soir de bamboche. Cet incident devint un motif récurrent de reproches lors des repas familiaux. Un jour, lassé de cette ritournelle, Jules se leva, sortit sa montre à gousset également offerte par son entourage familial, et l'explosa littéralement contre un mur de la salle-à-manger en disant : « À partir de maintenant, on va parler de la montre ! »
Monté à Paris pour faire – accessoirement - des études de droit, il est ensuite imprimeur.
De retour au pays durant la saison 1913-1914, il intègre alors le club de sa ville et dispense des fonds pour son développement.

### Dirigeant
Sélectionneur national au début des années 1930 en compagnie de Gilbert Brutus.
Il devient lui-même le président de l'ASB durant les années 1950, et il préside également un temps le Comité des sélections.
En 1961, il soulève le Bouclier de Brennus.

## Postérité
Dans les années 1970, l'AS Béziers a organisé plusieurs éditions d'un tournoi portant son nom.
Un boulevard porte son nom à Béziers.

## Carrière

### En club
- FC Béziers
- SCUF
- AS Béziers

### En équipe de France
- Jules Cadenat a connu sa première sélection le 22 janvier 1910 contre l'équipe d'Écosse.

## Palmarès

### En club
- Vice-champion de France de rugby en 1911 (il est capitaine) et 1913 (avec le SCUF)

### En équipe de France
- 7 sélections en équipe de France
- Sélections par année : 2 en 1910, 2 en 1911, 2 en 1912, 1 en 1913
- Participations au Tournoi des Cinq Nations en : 1910, 1911, 1912, 1913